# Artūras Laukaitis
Artūras Laukaitis (* 5. März 1997 in Moskau, Russland) ist ein litauischer Eishockeyspieler, der seit 2018 für die Liberty Flames, die Mannschaft der Liberty University aus Lynchburg (Virginia) in der American Collegiate Hockey Association spielt.

## Karriere

### Clubs
Artūras Laukaitis begann seine Karriere als Eishockeyspieler beim Iserlohner EC, für den er in der Jugend-Bundesliga spielte. 2014 zog es ihn nach Litauen, wo er für den litauischen Rekordmeister SC Energija in der Wysschaja Liga, der zweithöchsten belarussischen Liga, spielte. Noch während der laufenden Spielzeit wechselte er nach Kanada zu den Bracebridge Blues in die Greater Metro Hockey League. Von 2015 bis 2018 spielte er in den Vereinigten Staaten in verschiedenen Teams der Nachwuchsligen North American Hockey League (inklusive deren unterklassiger NA3HL) und Western State Hockey League. 2016 wurde er in das All-Rookie-Team der NA3HL gewählt. Im akademischen Jahr 2018/19 stand er für die Wisconsin-Stout Blue Devils, die Mannschaft der University of Wisconsin-Stout in der Division III der National Collegiate Athletic Association auf dem Eis. Anschließend wechselte er zu den Liberty Flames, der Mannschaft der Liberty University aus Lynchburg (Virginia) in die American Collegiate Hockey Association, wo er 2020 in das All-Academic-Team gewählt wurde.

### International
Für Litauen nahm Laukaitis bereits im Juniorenbereich an den U18-Weltmeisterschaften der Division II 2014, als er als Torschützenkönig und Spieler mit der besten Plus/Minus-Bilanz zum Aufstieg der Litauer beitrug, und der Division I 2015 sowie den U20-Weltmeisterschaften der Division II 2015 und 2017, als er als zweitbester Vorbereiter nach seinem Landsmann Ilja Četvertak zum Aufstieg seines Teams beitrug, teil.
Sein Debüt in der litauischen Herren-Nationalmannschaft gab er bei der Weltmeisterschaft 2016 in der Division I. Dort spielte er auch bei der Weltmeisterschaft 2018, als den Litauern erstmals der Sprung von der B- in die A-Gruppe dieser Division gelang.

## Erfolge und Auszeichnungen
- 2014 Aufstieg in die Division I, Gruppe B bei der U18-Weltmeisterschaft der Division II, Gruppe A
- 2014 Torschützenkönig und beste Plus/Minus-Bilanz bei der U18-Weltmeisterschaft der Division II, Gruppe A
- 2016 All-Rookie-Team der NA3HL
- 2018 Aufstieg in die Division I, Gruppe A, bei der Weltmeisterschaft der Division I, Gruppe B
- 2020 All-Academic-Team der American Collegiate Hockey Association